# Anticosti
Anticosti (fr. Île d'Anticosti), izvornog naziva Natigostec (micmac Natigôsteg za „napredna zemlja”) ili Notiskuan (innu Natashquan za „gdje lovimo medvjede”), je otok između tjesnaca Jacques Cartier i Honguedo u Zaljevu sv. Lovrijenca u kanadskoj pokrajini Quebec; zapadno od Newfoundlanda i sjeverno od poluotoka Gaspésie.
Anticosti je najveći otok u Quebecu i pokriva približno 7.953 km², dug je 217 km i širok 16 do 48 km; što je veličina usporediva s Korzikom. Vrlo je rijetko naseljen (oko 200-300 stanovnika, iako se taj broj može udvostručiti tijekom sezone sječe ili lova), uglavnom u selu Port-Menier, na zapadnom vrhu otoka, gdje se nalaze luka i zračna luka. Popis stanovništva iz 2021. godine izvijestio je o 218 stanovnika (u 95 stambenih jedinica), što je porast u odnosu na popis iz 2016. kada je brojao 177 stanovnika. Cijeli otok je općina L'Île-d'Anticosti, a jedino veće naselje je Port Menier, na zapadu otoka, iako karta prikazuje drugi grad, Rivière-aux-Saumons, na istoku.
Mnogi stanovnici obavljaju radove održavanja vezane uz brojne svjetionike koje je podigla kanadska vlada. Obala je opasna; više od 400 zabilježenih brodoloma priskrbilo je Anticostiju nadimak „Groblje sv. Lovre”. Jedine dvije luke su Ellis Bay i Fox Bay.
Otok ima umjereniju južnoborealnu klimu od kopna. Ljeti termometar varira između 15 i 25  °C , a zimi od 0 do -20  °C.
Anticosti sadrži najpotpuniji i najbolje očuvani paleontološki zapis prvog masovnog izumiranja životinjskih vrsta, prije 447-437 milijuna godina. Zbog toga je otok upisan na UNESCO-ov popis mjesta svjetske baštine u Americi 2023. godine.

## Povijest
Anticosti je 1534. godine otkrio francuski istraživač Jacques Cartier i nazvao ga Assomption (fr. „Uznesenje”). Kasnije ga je 1680. godine kralj Luj XIV. dodijelio kao seigneury (polufeudalni posjed), zajedno s Minganskim arhipelagom, Louisu Jollietu, kao nagradu za otkriće rijeke Mississippi, pa se nekoliko doseljenika naselilo na otoku, a Jolliet je podigao utvrdu i nastanio se tamo sa svojom obitelji 1681. godine. Veličinom četvrtine Belgije, to je najveći otok koji je bio u vlasništvu privatne osobe.
Ostao je u obitelji Jolliet do 1763., kada ga je Francuska ustupila Britanskom Carstvu na kraju Sedmogodišnjeg rata. Iste godine pripojen je otoku Newfoundland do 1774., kada je vraćen Donjoj Kanadi , ali je 1809. ponovno uključen u Newfoundland do 1825., kada je konačno pripojen Donjoj Kanadi i s njom Ujedinjenoj provinciji Kanade 1841. te Kanadskoj Konfederaciji 1867. godine.
Godine 1895. Anticosti je kupio bogati francuski proizvođač čokolade Henri Menier, koji ga je nastojao razviti u veliki lovni i ribolovni rezervat. Menier je uveo nekoliko vrsta, uključujući jelene, i iskorištavao prirodne resurse poput drva i minerala. Otok je na kraju kupila vlada Quebeca 1974. godine. 
Nacionalni park Anticosti osnovan je 2001. godine, a prostire se na 572 km². Trenutno, Anticosti godišnje posjeti između 3000 i 4000 lovaca.
Studije pokazuju da bi se tamo mogla pronaći nafta iz škriljevca (između 30 i 46 milijardi barela). Vlada Quebeca je 2017. godine okončala projekt eksploatacije nafte frakturiranjem na otoku kako bi očuvala njegov okoliš.

## Prirodne odlike
Otok se sastoji od sedimentnih stijena taloženih tijekom kasnog ordovicija i ranog silura, prije 435 i 447 milijuna godina. Ovi sedimentni slojevi sastoje se od fosila morskih beskralježnjaka koji su se kontinuirano akumulirali i formirali kontinuirani niz debljine gotovo kilometar. Ovi fosilni nalazi pružaju uvid u klimatske promjene i promjene razine mora na kraju ordovicija koje su dovele do ordovicijsko-silurskog masovnog izumiranja. Anticosti sadrži najbolje očuvani fosilni zapis morskog života koji pokriva 10 milijuna godina Zemljine povijesti. Obilje, raznolikost i izvrsna očuvanost fosila su iznimni i omogućuju znanstveni rad svjetske klase. Tisuće velikih površina podloge omogućuju promatranje i proučavanje školjaka, a ponekad i mekušaca, koje su živjele na plitkom morskom dnu drevnog tropskog mora.
Obilje divljih životinja, posebnosti i raznolikost flore, kao i karakter obalnih krajolika čine ovaj otok jednim od najljepših prirodnih mjesta u Quebecu.
Godine 2004. vaskularna flora otoka procijenjena je na 700 vrsta. Uprava parkova Kanade 2023. godine navodi da gotovo desetinu flore otoka Anticosti čine rijetke biljke, od kojih većina kolonizira otvorena staništa povezana s rijekama (litice, sipari ili šljunčane površine) i mineralnim močvarama. Šume otoka Anticosti tipične su borealne šume , s uobičajenim vrstama kao što su plava smreka, balzamasta jela i crna smreka. Odlikuju se manjim sastojinama američke bijele breze (Betula papyrifera) i jasike. Oko četvrtine otoka prekriveno je tresetištem.
Na otoku Anticosti, divlji svijet karakterističan je za izolirani morski okoliš. Od 24 vrste sisavaca, 14 ili 15 su morski sisavci, uključujući sivog tuljana i običnog tuljana. Čak i veliki kitovi plove obližnjim hladnim vodama, trinaest vrsta kitova često obitava u vodama estuarija i zaljeva Rijeke sv. Lovrijenca. 
Počevši od 1896. godine, otok je postao neviđeni biološki eksperiment. Naime, kako bi se otok Anticosti pretvorio u „raj za lovce”, uvedeno je nekoliko životinjskih vrsta. Od šesnaest uvedenih vrsta, deset ih se uspjelo primiti: šest vrsta kopnenih sisavaca (bjelorepi jelen, los, dabar, američki zec i bizamski štakor), dvije vrste žaba i dvije vrste ptica selica (kanadska jarebica i kanadski tetrijeb). Od svih ovih unvedenih vrsta, „uspjeh” bjelorepog jelena posebno je značajan (na otoku ih je 2018. godine zabilježeno više od 37 000, što je oko 4,7 jelena/km²) jer je ova umjetna populacija imala je primjetan utjecaj na otočni ekosustav. Balzamske jele prekrivale su oko 40% otoka prije uvođenja jelena, a kako jeleni jedu nježne klice s tla i sprječavaju regeneraciju jela jele sve više zamjenjuje plava smreka.
Potočna pastrva, atlantski losos i američka jegulja posjećuju obale otoka i plivaju u nekoliko rijeka na otoku. Na otoku Anticosti opaženo je oko 221 vrsta ptica, raspoređenih u 21 ptičju porodicu. Na otoku je gotovo 60% poznatih mjesta za razmnožavanje bjeloglavog orla u pokrajini Quebec.
- Baie de la Tour („Zaljev tornja”)
- Nacionalni park Anticosti
- Rijeka Chicotte u Nacionalnom parku Anticosti
- Zaljev Caplan
- Port-Menier
- Zaljev sv. Klare
- Nasukani brod na obali
- Svjetionik na jugozadnoj obali

## Vanjske poveznice
|  | Zajednički poslužitelj ima još gradiva o temi Otok Anticosti |

- Alain Dumas, Yves Ouellet, Anticosti jedinstveni u svijetu Arhivirana inačica izvorne stranice od 28. ožujka 2024. (Wayback Machine) 2013., fotografije i tekstovi, 10 stranica, pdf. (fr.)